# بلنی سرسیاه
بلنی سرسیاه (نام علمی: Microlipophrys nigriceps) نام یک گونه از زیرراسته بلنی است.